# Richard Hellmann
Richard Hellmann (ur. 22 czerwca 1876 w Schönebegk, zm. 3 lutego 1971 w Nowym Jorku) – amerykańsko-niemiecki przedsiębiorca, twórca marki majonezu Hellmann's.

## Życiorys
Urodził się w Schönebegk. Jego rodzicami byli Hermann Hellmann i Emma Palm. Po ukończeniu szkoły powszechnej,  pracował do 1894 na targu w Vetschau, przyuczając się do zawodu kupca. Następnie pracował w przędsiębiorstwach przemysłu spożywczego w Spreewaldzie, Halle, Hamburg i Bremerhaven. Wyjechał do Londynu, gdzie pracował w fabryce firmy Crosse & Blackwell. 
W 1903 roku przeniósł się do Nowego Jorku. W sierpniu 1904 roku ożenił się z Margaret Vossberg, której rodzice byli właścicielami miejscowych delikatesów. Rok później otworzył własne delikatesy przy 490 Columbus Avenue, gdzie sprzedawał opracowany według własnej receptury majonez. W 1913 roku, po sukcesach sprzedażowych, zbudował fabrykę, by produkować majonez w jeszcze większych ilościach i zaczął go sprzedawać pod nazwą Hellmann's Blue Ribbon Mayonnaise.

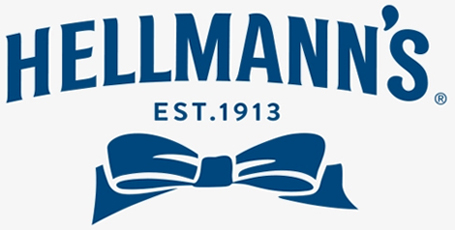
Logo firmy Hellmann's

W lipcu 1920 roku Hellmann otrzymał obywatelstwo amerykańskie. W tym samym roku zmarła jego żona Margaret. W 1922 zawarł drugi związek małżeński z Niną Maxwell. W 1927 Hellman dokonał fuzji swojej firmy z przedsiębiorstwem Best Foods, pozostając członkiem zarządu połączonej firmy. 
Wspierał swoje rodzinne miasto Vetschau licznymi darowiznami, a w 1929 został mianowany honorowym obywatelem miasta Vetschau. W 1931 jego majątek szacowano na 120 milionów dolarów.
Zmarł po krótkiej chorobie w wieku 94 lat.